# BYD Company

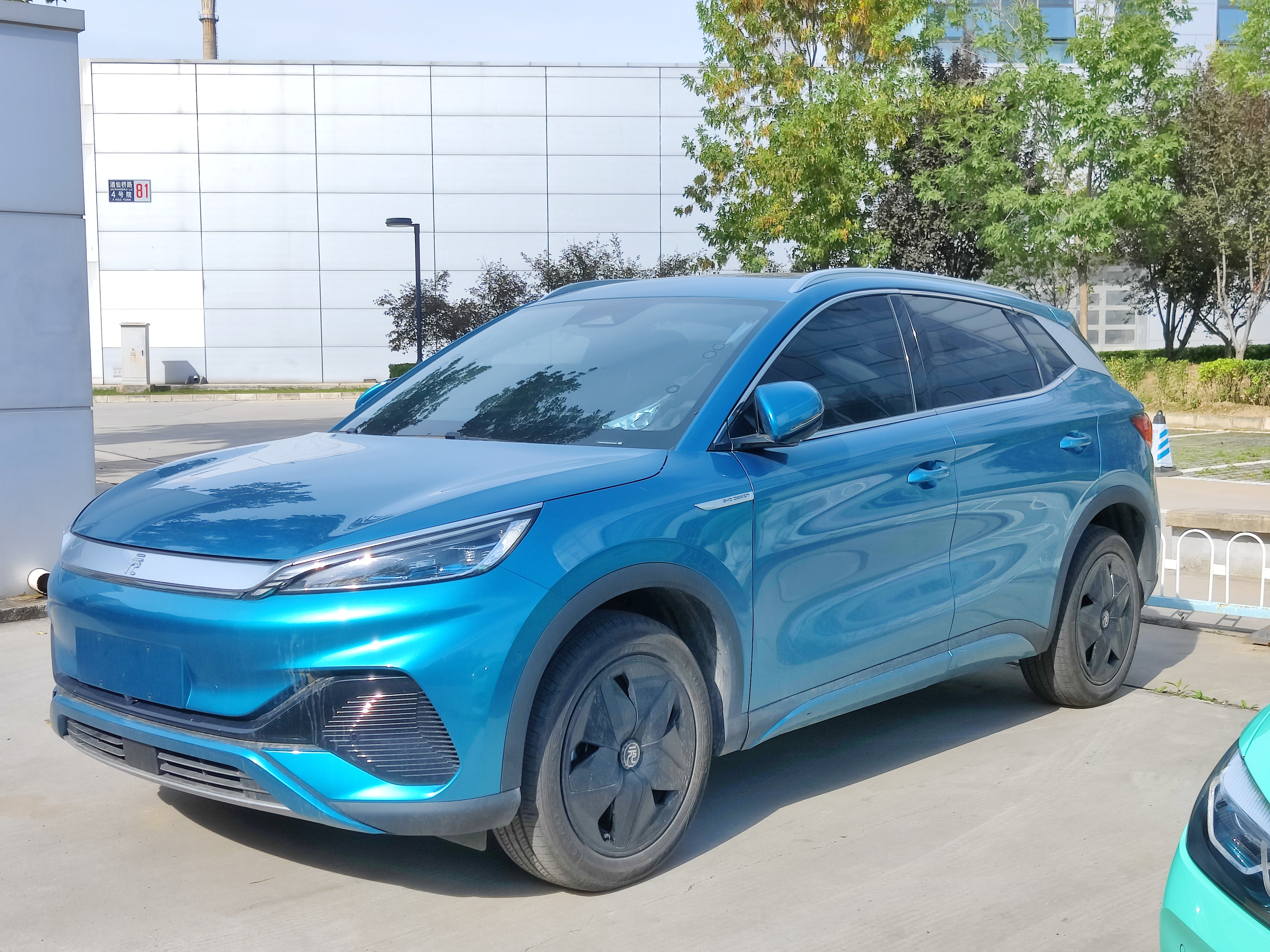
BYD Atto 3.

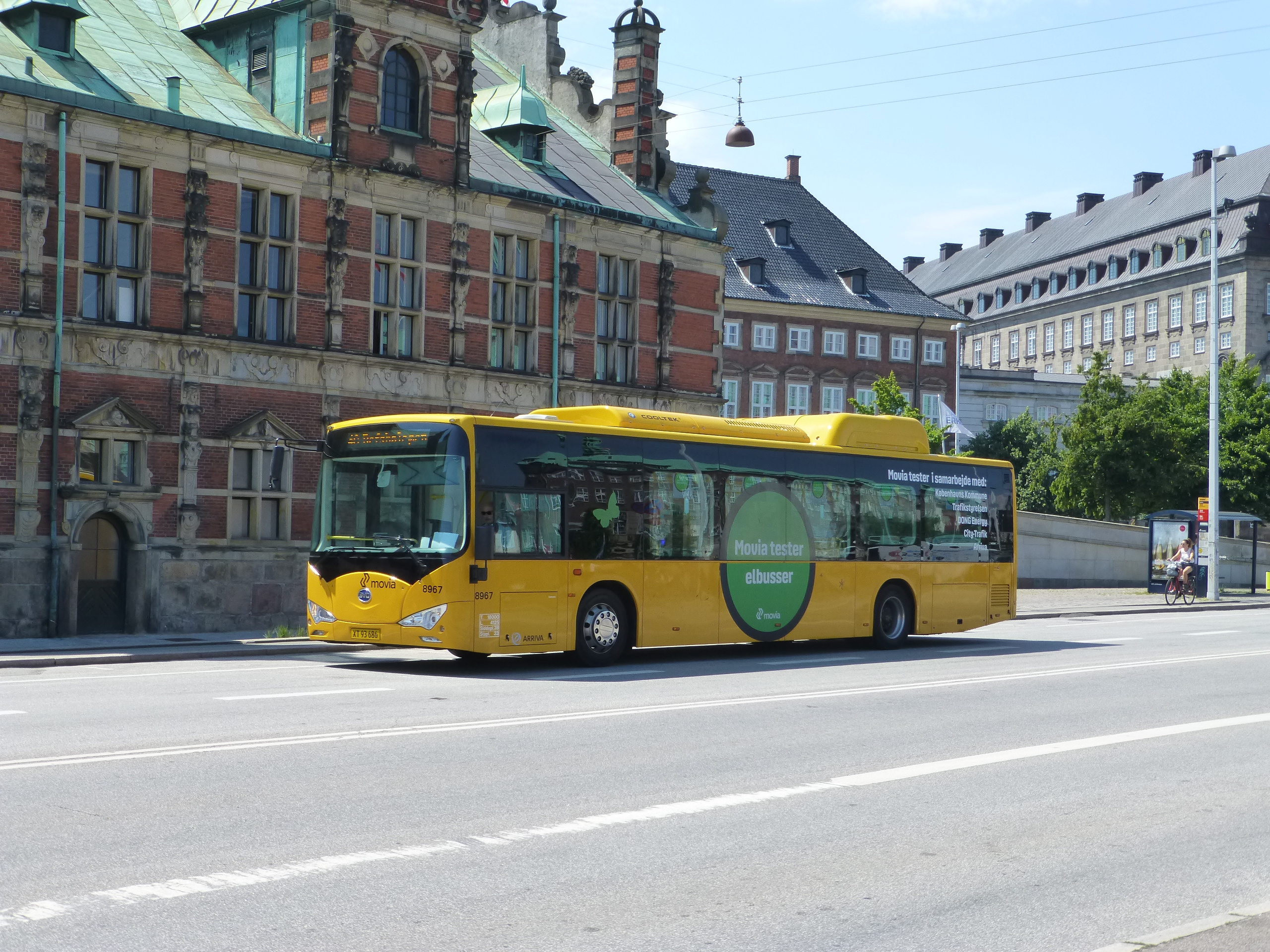
BYD-buss i Köpenhamn.

BYD Company Limited, förkortning för Build Your Dreams (kinesiska: 比亚迪股份有限公司), är ett privatägt men statligt kontrollerat kinesiskt företag baserat i Shenzhen, Guangdongprovinsen. BYD bildades 1995 och är noterat på Hongkongbörsen sedan 2002. Företaget tillverkar bilar, bussar, lastbilar, tåg, elcyklar, gaffeltruckar, solpaneler och batterier.
BYD:s personbilar säljs i Kina samt på ett flertal marknader i Europa. Tillsammans med Mercedes-Benz Group tillverkar företaget även bilar under namnet Denza för den kinesiska markanden. År 2008 lanserade BYD världens första serietillverkade laddhybridbil, kallad BYD F3.. Under fjärde kvartalet 2023 gick BYD om Tesla som världens största tillverkare av elbilar.
BYD:s busstillverkning består bland annat av batteribussen BYD eBus som finns tillgänglig på den europeiska marknaden Främsta konkurrenterna i Europa är Volvo 7900 Electric, Solaris Urbino Electric, MAN Lion's City E, Mercedes-Benz eCitaro, och olika modeller tillverkade av Ebusco.
I Sverige säljs BYD:s bussar sedan 2015 och personbilar sedan 2022. Bussarna används idag av flera länstrafikbolag.
År 2020 publicerade Australian Strategic Policy Institute en rapport med kritik av BYD och andra företag för kopplingar till uiguriskt tvångsarbete i Xinjiang.